# Södertälje
Södertälje è una cittadina (tätort) della Svezia centrale, situata nella contea di Stoccolma; è il capoluogo amministrativo della municipalità omonima.

## Storia
È una città industriale situata a circa 30 km dalla capitale svedese, Stoccolma. È sede di importanti industrie come la Scania AB produttrice di veicoli industriali od il braccio di ricerca e sviluppo della farmaceutica AstraZeneca. La città ha una componente mediorientale particolarmente forte, per via dei flussi migratori iniziati negli anni '60 e tuttora in corso.

## Sport

### Calcio
Le due squadre principali della città sono l'Assyriska e il Syrianska. Entrambi sono state fondate negli anni '70 da immigrati provenienti dal Medio Oriente, e hanno militato in passato nel massimo campionato svedese (in tempi diversi). Sono rivali tra loro a causa di alcune differenze identitarie.

### Hockey su ghiaccio
La sezione hockeystica maschile del Södertälje Sportklubb si è laureato campione di Svezia per 7 volte (1925, 1931, 1941, 1944, 1953, 1956, 1985).

### Pallacanestro
La squadra ospita il Södertälje Basketbollklubb, vincitore di 12 campionati nazionali maschili e 11 femminili.